# 21-cm Mörser 18
Le 21-cm Mörser 18 (21-cm Mrs 18) est un obusier lourd allemand utilisé durant la Seconde Guerre mondiale. La désignation Mörser (« mortier ») était communément utilisée à l'époque par l'armée allemande pour nommer ses obusiers. Bien qu'il fût en dotation au sein de bataillons d'artillerie de la Heer, un petit nombre fut utilisé comme batterie côtière.

## Conception et développement
Le Mrs 18 a été conçu pour remplacer le 21-cm Mörser 16 datant de la Première Guerre mondiale, obsolète. Bien que sa conception soit conventionnelle, c'est dans son affût que l'on retrouve une innovation remarquable : il fut l'un des premiers canons à recevoir un affût sur roues (Mörserlafette) à double système d'absorption du recul inventé par la société Krupp.
Lors du tir, le tube était amorti par un système hydropneumatique conventionnel, puis le berceau reculait sur des rails placés sur l’affût principal freiné par le deuxième système. Cette innovation technique permet d'annuler complètement le fort recul du gros calibre de l'arme et d'en faire une plateforme de tir très stable et précise. Ce système fut repris par la suite sur les 17 cm Kanone 18, 15-cm Schiffskanone C/28 in Mörserlafette, et 24-cm Kanone 3.
Le Mrs 18 est une très grosse pièce d'artillerie devant être transportée en deux parties, chose courante pour les canons de ce genre. Lors du transport, le tube était chargé sur un chariot séparé. Cependant pour des courtes distances, le Mrs 18 pouvait être remorqué par un SD.Kfz.8, désigné Mörserzugmittel (Camion semi-chenillé de mortier moyen).
Le Mrs 18 peut tirer en ayant les roues au sol, mais le débattement horizontal est alors limité à 16°. Pour la mise en batterie statique, les roues sont levées permettant de poser la totalité de l'arme au sol. Un système de palan et de rampes permet d'assembler rapidement la pièce d'artillerie. Une fois en place, un seul servant pouvait faire pivoter le canon à 360°.
Le Mrs 18 commença à être produit en petit nombre, à partir de 1939, juste avant le démarrage de la Seconde Guerre mondiale. Krupp sous-traita une partie de la production à la firme Hanomag basée à Hanovre. La Wehrmacht annula finalement sa production au profit du 17-cm Kanone 18 (datant de 1940), qui avait une portée deux fois supérieure.

## Médias

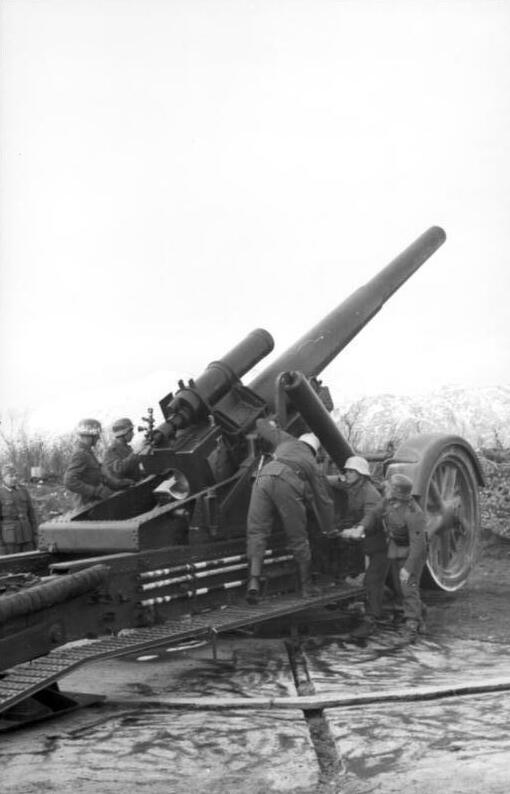
Mrs 18 en position de batterie statique. À noter le rail permettant de faire pivoter l'arme à 360°. (Bodo, Norvège, 23 septembre 1943)
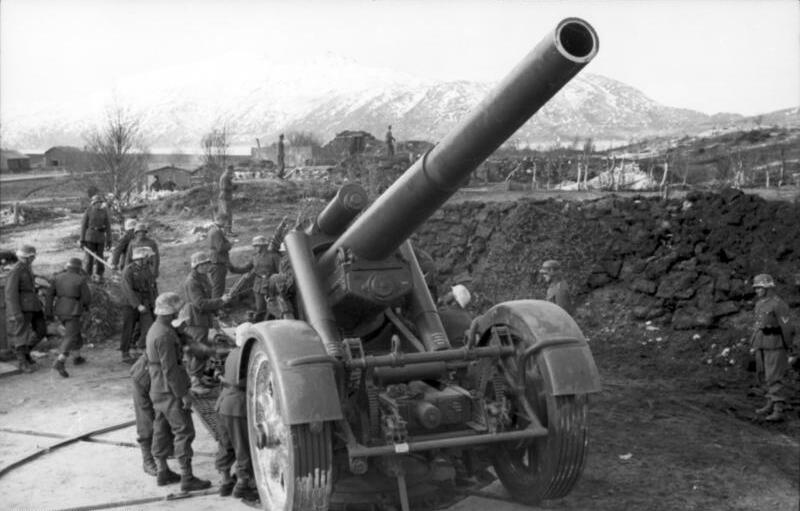
Batterie côtière Mrs 18 près de Bodo (Norvège, 23 septembre 1943).
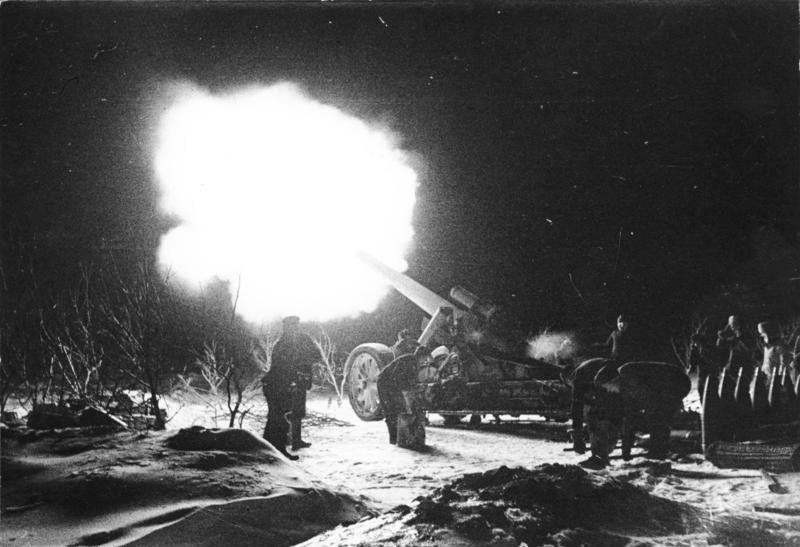
Tir de nuit d'un Mrs 18 sur le front russe (janvier 1944).
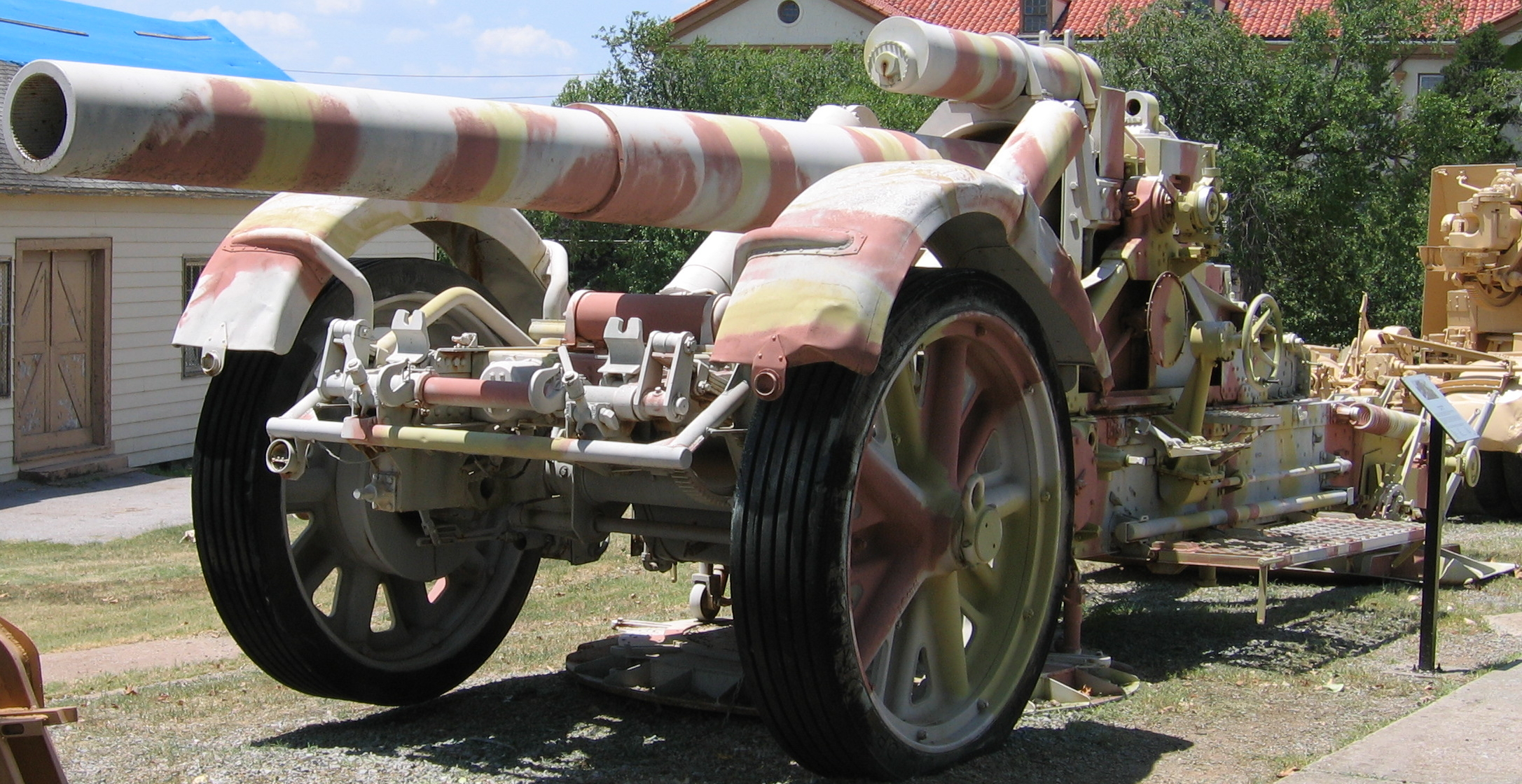
Vue de face d'un Mrs 18 conservé au Musée d'artillerie de Fort Still (Oklahoma, États-Unis). À noter la plaque circulaire assurant la rotation du canon en levant les roues.